# Strigula phaea
Strigula phaea är en lavart som först beskrevs av Erik Acharius, och fick sitt nu gällande namn av R. C. Harris. Strigula phaea ingår i släktet Strigula och familjen Strigulaceae.   Inga underarter finns listade i Catalogue of Life.